# Alexandra Daddario
Alexandra Anna Daddario (* 16. března 1986 New York) je americká herečka a modelka, známá rolemi Annabeth Chaseové z filmové série s Percym Jacksonem či postavou z první řady seriálu Temný případ.

## Životopis
Narodila se bývalému šéfovi NYPD Richardovi Daddario a právničce Merril Lynch Christině Daddario. Navštěvovala Brearley School, Professional Children's School a Marymount Manhattan College. Má česko-slovenské, irské a italské kořeny. Má dva sourozence, její bratr Matthew Daddario je taktéž herec. Od roku 2021 je ve vztahu s producentem Andrewem Formem. Dne 2. prosince 2021 oznámili zasnoubení. Vzali se v červnu 2022 v New Orleans. V červenci 2024 oznámila, že je těhotná.

## Kariéra
První televizní role přišla v šestnácti letech, kdy hrála Laurie Lewis v seriálu All My Children. Objevila se v několika seriálech a filmech. Zlom v kariéře nastal s rolí Annabeth Chase ve filmu Percy Jackson: Zloděj blesku v roce 2010. V roce 2011 získala roli Paige ve filmu Týden bez závazků. V roce 2012 se objevila ve videoklipu skupiny Imagine Dragons k písničce ,,Radioactive".
V roce 2013 získala hlavní roli ve filmu Texaský masakr motorovou pilou 3D a znovu si zahrála roli Annabeth Chase v pokračování filmu Percy Jackson: Moře nestvůr. V roce 2014 získala roli ve filmu Burying the Ex.
V roce 2016 získala vedlejší roli ve filmu The Choice, který se inspiroval novelou Nicholase Sparkse. S Kate Upton si zahrála v komedii Holky na výletě, poté co nahradila Leu Michele. V roce 2017 získala hlavní roli ve filmu Pobřežní hlídka, ve kterém si znovu zahrála (jako v San Andreas) s Dwaynem Johnsonem. S Adamem DeVinem si zahrála v romantické komedii When We First Met. Dále se připojila k obsazení filmu We Have Always Lived in the Castle jako Constance Blackwood.

## Filmografie

### Film
| Rok  | Název                                     | Role                | Poznámky                 |
| ---- | ----------------------------------------- | ------------------- | ------------------------ |
| 2005 | Sépie a velryba                           | Pěkná dívka         |                          |
| 2006 | Hořká krajina                             | Kim                 |                          |
| 2006 | Pitch                                     | Alex                | Krátkometrážní film      |
| 2007 | Holky na hlídání                          | Barbara Yates       |                          |
| 2008 | Zákeřné dvojče                            | Ava Strauss         |                          |
| 2009 | Jonas Brothers: The 3D Concert Experience | Přítelkyně          |                          |
| 2010 | Bereavement                               | Allison Miller      |                          |
| 2010 | Percy Jackson: Zloděj blesku              | Annabeth Chase      |                          |
| 2011 | Týden bez závazků                         | Paige               |                          |
| 2013 | Texaský masakr motorovou pilou 3D         | Heather Miller      |                          |
| 2013 | Percy Jackson: Moře nestvůr               | Annabeth Chase      |                          |
| 2013 | Life in Text                              | Haley Greene        | Krátkometrážní film      |
| 2014 | Bejvalka ze záhrobí                       | Olivia              |                          |
| 2014 | Unreachable by Conventional Means         | Kate                |                          |
| 2015 | San Andreas                               | Blake               |                          |
| 2016 | The Choice                                | Monica              |                          |
| 2016 | Baked in Brooklyn                         | Kate                |                          |
| 2017 | The Layover                               | Kate                |                          |
| 2017 | Hráčské doupě                             | Corsica             |                          |
| 2017 | Pobřežní hlídka                           | Summer Quinn        |                          |
| 2018 | When We First Met                         | Avery               |                          |
| 2018 | We Have Always Lived in the Castle        | Constance Blackwood |                          |
| 2018 | Night Hunter                              | Rachel              |                          |
| 2018 | Rampage Ničitelé                          | potápečka           | vymazaná scéna           |
| 2019 | Dokážeš udržet tajemství?                 | Emma Corrigan       | také výkonná producentka |
| 2019 | Lost Transmissions                        | Dana Lee            |                          |
| 2019 | We Summon the Darkness                    | Alexis Butler       | také producentka         |
| 2020 | 1 Night in San Diego                      | Kelsey              |                          |
| 2020 | Lost Girls and Love Hotels                | Margaret            | natočeno v roce 2017     |
| 2020 | Superman: Man of Tomorrow                 | Lois Lane (hlas)    |                          |
| 2020 | Songbird                                  | May                 |                          |
| 2021 | Die in a Gunfight                         | Mary Rathcart       |                          |

### Televize
| Rok     | Název                              | Role                      | Poznámky                         |
| ------- | ---------------------------------- | ------------------------- | -------------------------------- |
| 2002–03 | All My Children                    | Laurie Lewis              | 43 dílů                          |
| 2004    | Zákon a pořádek                    | Felicia                   | díl: „Enemy“                     |
| 2005    | Zákon a pořádek: Zločinné úmysly   | Susie Armstrong           | díl: „Nad ránem: 1. část“        |
| 2006    | Usvědčení                          | Vanessa                   | díl: „Pilot“                     |
| 2006    | Rodina Sopránů                     | Jiná žena                 | díl: „Kukuřičné placky“          |
| 2006    | Zákon a pořádek                    | Samantha Beresford        | díl: „Release“                   |
| 2009    | Patty Hewes - nebezpečná advokátka | Lily Arsenault            | díl: „Taky jsem lhala“           |
| 2009    | Polda z Marsu                      | Emily "Rocket Girl" Wyatt | díl: „Ať všechny děti tančí“     |
| 2009    | Sestřička Jackie                   | Mladá žena                | díl: „Pilot“                     |
| 2009    | Zákon a pořádek: Zločinné úmysly   | Lisa Wellesley            | díl: „Salome na Mahattanu“       |
| 2009–11 | Ve službách FBI                    | Kate Moreau               | 7 dílů                           |
| 2011–12 | Famílie                            | Rachel                    | 5 dílů                           |
| 2012    | It's Always Sunny in Philadelphia  | Ruby Taft                 | díl: „Charlie and Dee Find Love“ |
| 2014    | Temný případ                       | Lisa Tragnetti            | 4 díly                           |
| 2014    | Nová holka                         | Michelle                  | 2 díly                           |
| 2014    | Married                            | Ella - číčnice            | díl: „Pilot“                     |
| 2015    | Poslední chlap na Zemi             | Victoria                  | 2 díly                           |
| 2015    | American Horror Story: Hotel       | Natacha Rambova           | 3 díly                           |
| 2016    | Workaholics                        | Donna                     | díl: „Save the Cat“              |
| 2016    | Robot Chicken                      | Theresa Johnson / Lena    | díl: „Joel Hurwitz Returns“      |
| 2019    | Why Women Kill                     | Jade                      | hlavní role, 10 dílů             |
| 2021    | Já, společnice                     | Tawny                     | vedlejší role (3. řada), 4 díly  |
| 2021    | Bílý lotos                         | Rachel Patton             | hlavní role (1. řada)            |
| 2022    | Mayfair Witches                    | Rowan Mayfair             | hlavní role                      |

### Internet
| Rok       | Název                           | Role           | Poznámky                                                                   |
| --------- | ------------------------------- | -------------- | -------------------------------------------------------------------------- |
| 2009–2010 | Odd Jobs                        | Cassie Stetner | 3 díly                                                                     |
| 2017      | Logan Paul: Summer Saga         | Samu sebe      | 2 díly                                                                     |
| 2017      | Do You Want To See a Dead Body? | Samu sebe      | díl: „A Body and a Plane“                                                  |
| 2018      | After Hours with Josh Horowitz  | Samu sebe      | díl: „Ever Wanted to Date Alexandra Daddario? This Might Change Your Mind“ |

### Hudební videoklipy
| Rok  | Název                | Umělec          |
| ---- | -------------------- | --------------- |
| 2009 | „Love Is on Its Way“ | Jonas Brothers  |
| 2012 | „Radioactive“        | Imagine Dragons |
| 2017 | „Judy French“        | White Reaper    |
| 2018 | „Wait“               | Maroon 5        |

### Videohry
| Rok  | Název                   | Role                |
| ---- | ----------------------- | ------------------- |
| 2015 | Battlefield Hardline    | Dune Alpert         |
| 2016 | Marvel Avengers Academy | Janet van Dyne/Wasp |

## Ocenění a nominace
| Rok  | Ocenění            | Kategorie                                   | Práce                             | Výsledek |
| ---- | ------------------ | ------------------------------------------- | --------------------------------- | -------- |
| 2010 | Teen Choice Awards | objev roku: žena                            | Percy Jackson: Zloděj blesku      | nominace |
| 2013 | MTV Movie Awards   | nejlepší výkon „P**ranej až za ušima“       | Texaský masakr motorovou pilou 3D | nominace |
| 2015 | Teen Choice Awards | nejlepší filmová herečka: akční/dobrodružný | San Andreas                       | nominace |
| 2017 | Teen Choice Awards | nejlepší filmová herečka: komedie           | Pobřežní hlídka                   | nominace |